# Krün
Krün è un comune dell'Alta Baviera situato nel distretto di Garmisch-Partenkirchen. Insieme a Garmisch-Partenkirchen, capoluogo del distretto e centro culturale, Krün appartiene alla regione della Werdenfelser Land. Pochi chilometri a sud è situato il confine con l'Austria.
Il paese, insieme a Mittenwald e Wallgau, costituisce un'area turistica denominata Alpenwelt Karwendel dove tutti si recano per praticare diversi sport legati alla zona prealpina, come il trekking e lo sci di fondo.
Krün ha ospitato nel 2015 il vertice del G7, organizzato tra il 7 e l'8 giugno presso il resort Schloss Elmau, che appartiene ad un distretto diverso pur essendo una frazione di Krün. In occasione del vertice internazionale il presidente degli Stati Uniti Barack Obama ha visitato il paese di Krün con la cancelliera tedesca Angela Merkel e suo marito, godendo di una tipica colazione bavarese accompagnati da musica popolare e parlando coi locali. Schloss Elmau ha ospitato anche il G7 del 2022 (26-28 giugno 2022).

## Geografia fisica
Krün è situato nella valle dell'alto Isar, circa 100 km a sud di Monaco di Baviera e 15 km a est di Garmisch-Partenkirchen. Si trova 6 km a nord rispetto a Mittenwald e 2 km a sud di Wallgau.
A est le montagne della Soiern si ergono con il picco della Soiern (alto 2257 m sopra al livello del mare), quello della Schöttlkar (2050 m sopra al livello del mare), Seinskopf (1961 m) e Signalkopf (1895 m). A sud-est le montagne del Karwendel si estendono sopra Mittenwald. Il Karwendel viene quindi utilizzato come un eponimo della regione turistica, con un'altezza sopra al livello del mare media pari a 2300 m. A sud-ovest la montagna del Wetterstein domina la scena. Qui si trova anche la vetta tedesca più alta (la Zugspitze con 2964 m sopra il livello del mare) e la caratteristica Alpspitze (2628 m di altezza). A nord-ovest, sulla catena dei monti dell'Estergebirge, si trova il punto più alto del paese di Krün, il monte Klaffen (1829 m sul livello del mare).
A est rispetto a Krün il fiume Isar scorre in direzione nord fluendo nel lago di Walchen. La centrale idroelettrica di Walchensee passa attraverso il paese in direzione Wallgau.

## Storia
Krün viene nominato negli annali per la prima volta 
nel 1294 come proprietà agricola dell'abbazia di Benediktbeuern. Il monastero vendette quindi il villaggio (formato ormai da 4 proprietà agricole) alla diocesi di Freising nel 1491. Dal 1803, dopo l'editto risolutivo del sacro romano impero (Reichsdeputationshauptschluss), Krün divenne parte dell'elettorato della Baviera, dopo esser stato fino a quel momento parte della contea di Werdenfels. L'odierno comune di Krün venne stabilito nel corso di diverse riforme amministrative sotto al Regno di Baviera.

## Stemma
Lo Stemma è composto da una mitra dorata su sfondo rosso con picca e pastorale argentati incrociati dietro alla mitra. I colori rosso, oro e argento rappresentano sia le due sedi ecclesiastiche di campagna della zona (rosso-argento per il convento di Benediktbeuern e rosso-oro per la diocesi di Freising) sia l'affiliazione politica alla contea di Werdenfels. La mitra simboleggia inoltre il dominio di 
Freising, mentre la pastorale rappresenta quello di Benediktbeuern. La picca testimonia infine l'importanza per il villaggio e il suo sviluppo economico del trasporto di legname su fiume.

## Economia e Infrastrutture
Come nel resto della regione, il turismo è la principale fonte di reddito di Krün. Nel 2013 51 strutture di accoglienza di diverso tipo hanno offerto 1,379 posti di pernottamento (campeggi inclusi). I 365,983 pernottamenti di quell'anno dimostrano l'importanza del turismo in questo piccolo comune. A completare il quadro, nello stesso anno 120,326 ulteriori pernottamenti sono avvenuti presso case private.

### Circolazione - Mezzi di Trasporto
Krün è situato lungo la strada tedesca alpina. La strada federale N. 11 scorre in direzione nord attraverso Wallgau e il lago di Wachensee fino a Kochel am See. Tramite diverse linee di autobus e la rete ferroviaria della Deutsche Bahn, la zona è ben servita dai mezzi di trasporto pubblici. La linea ferroviaria che da Monaco di Baviera arriva ad Innsbruck passa attraverso la regione fermando alla stazione del villaggio di Klais. Per i turisti c'è anche un servizio di autobus che può essere utilizzato gratuitamente se si è in possesso della carta vacanze regionale. Le linee di autobus passano lungo una serie di percorsi di trekking durante l'estate e ferma presso località sciistiche e percorsi per lo sci di fondo durante l'inverno.

## Laghi
Nelle vicinanze di Krün ci sono una serie di piccoli laghi come il Barmsee, il Geroldsee, il Grubsee e il Tennsee. Presso il limite sud del paese si trova un lago artificiale formato dalle acque del fiume Isar. Da qui un canale d'acqua si dirama in direzione del Walchensee, fornendo così d'acqua la famosa centrale idroelettrica del Walchensee.

## Attrazioni turistiche ed edifici di nota
- distretto storico del villaggio di Klais
- Chiesa Rococò di San Sebastiano a Krün (costruita nel 1760)[7]
- Cappella di Maria Rast[8]
- Schloss Elmau (resort)
- Schloss Kranzbach (castello)

## Galleria d'immagini

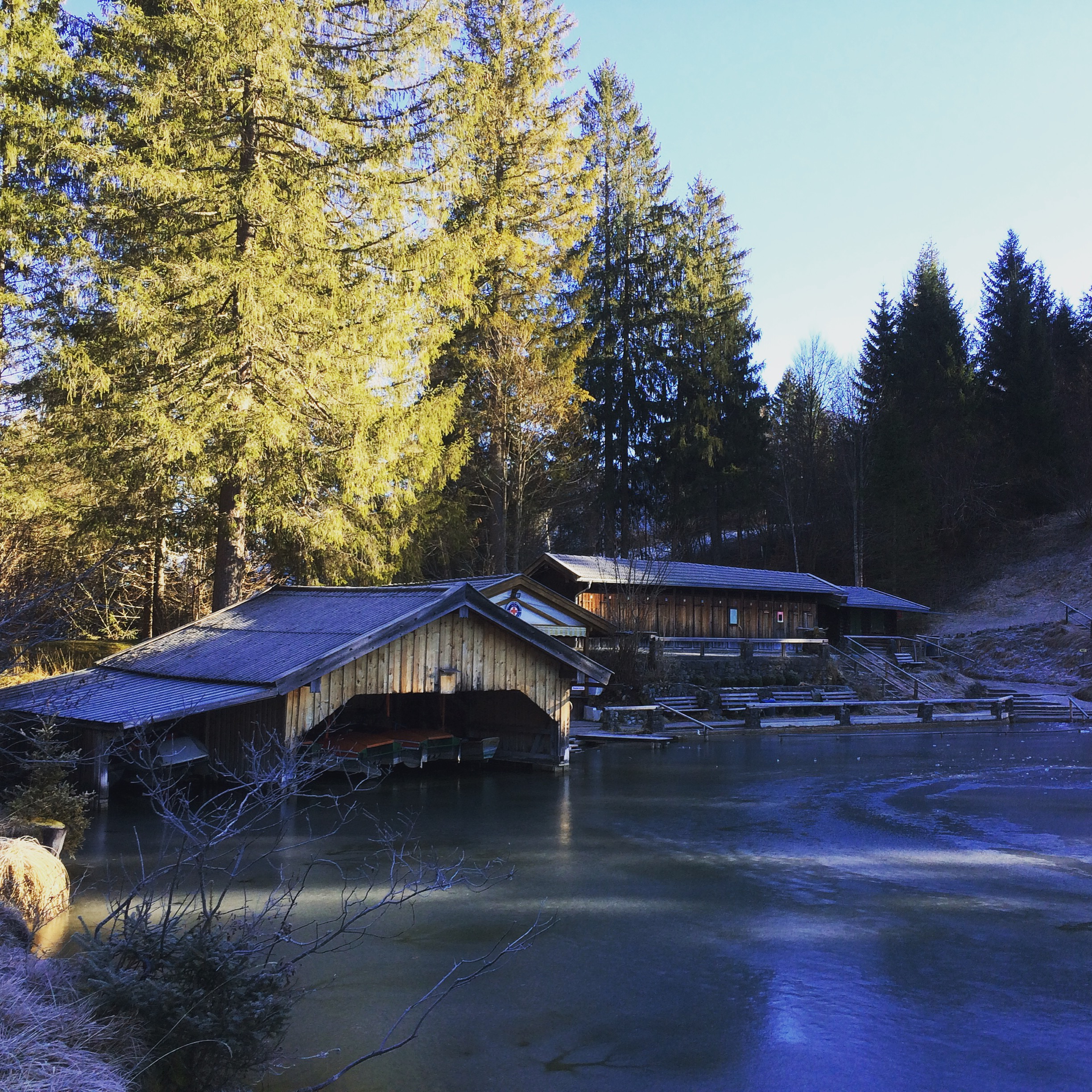
Lago ghiacciato a Krün
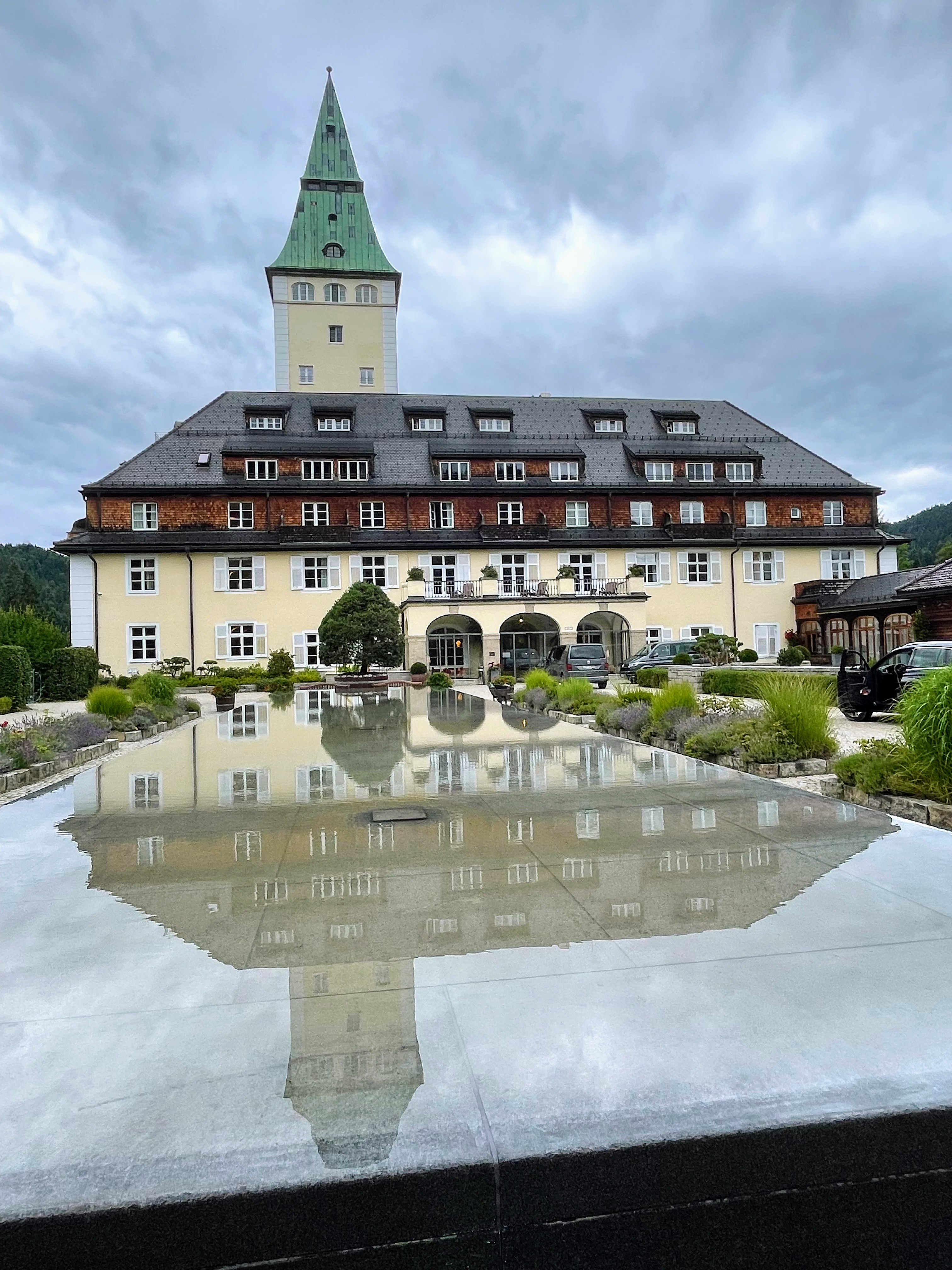
Il Castello Schloss Elmau a Krün
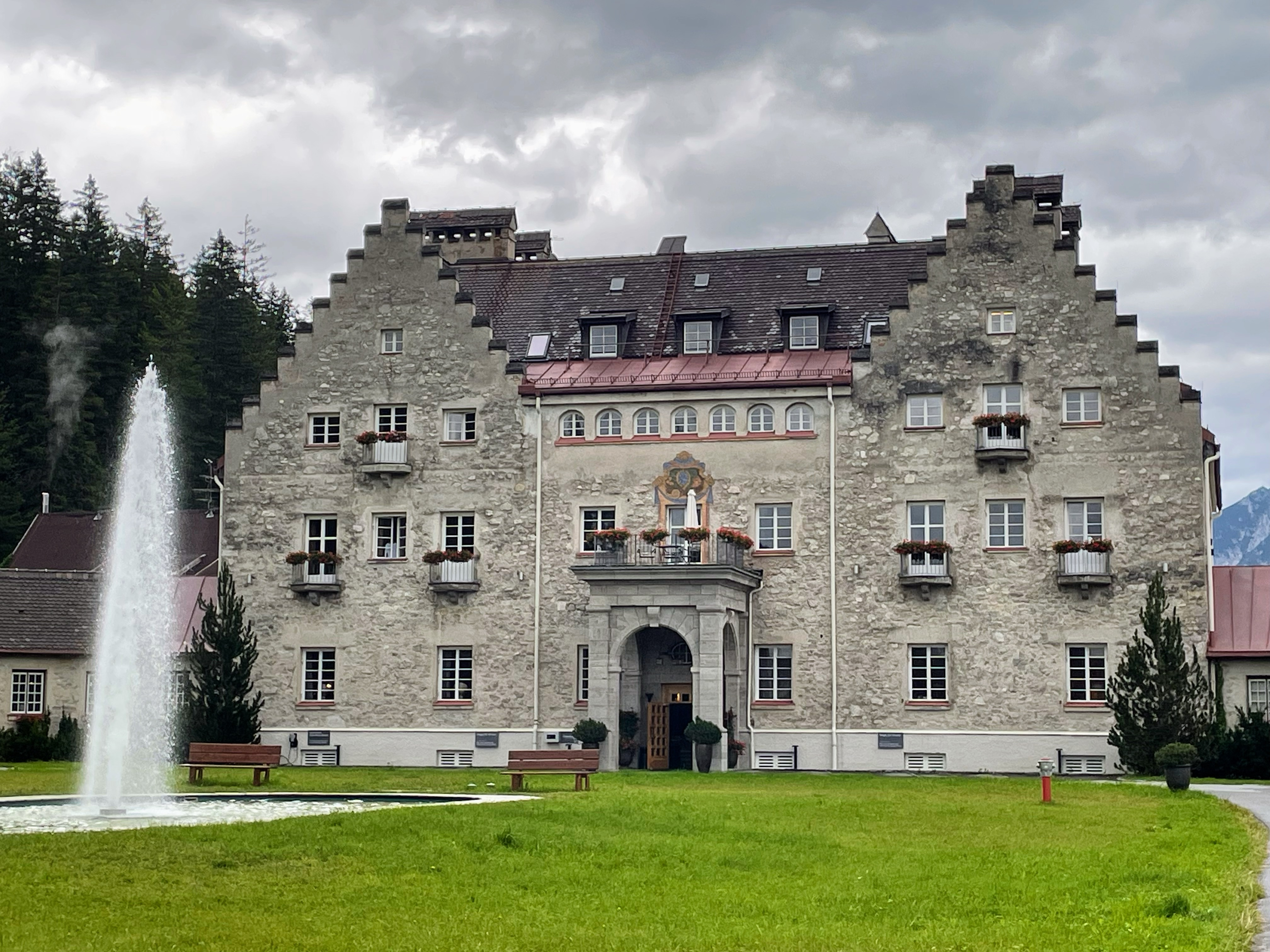
L'Hotel dello Schloss Elmau
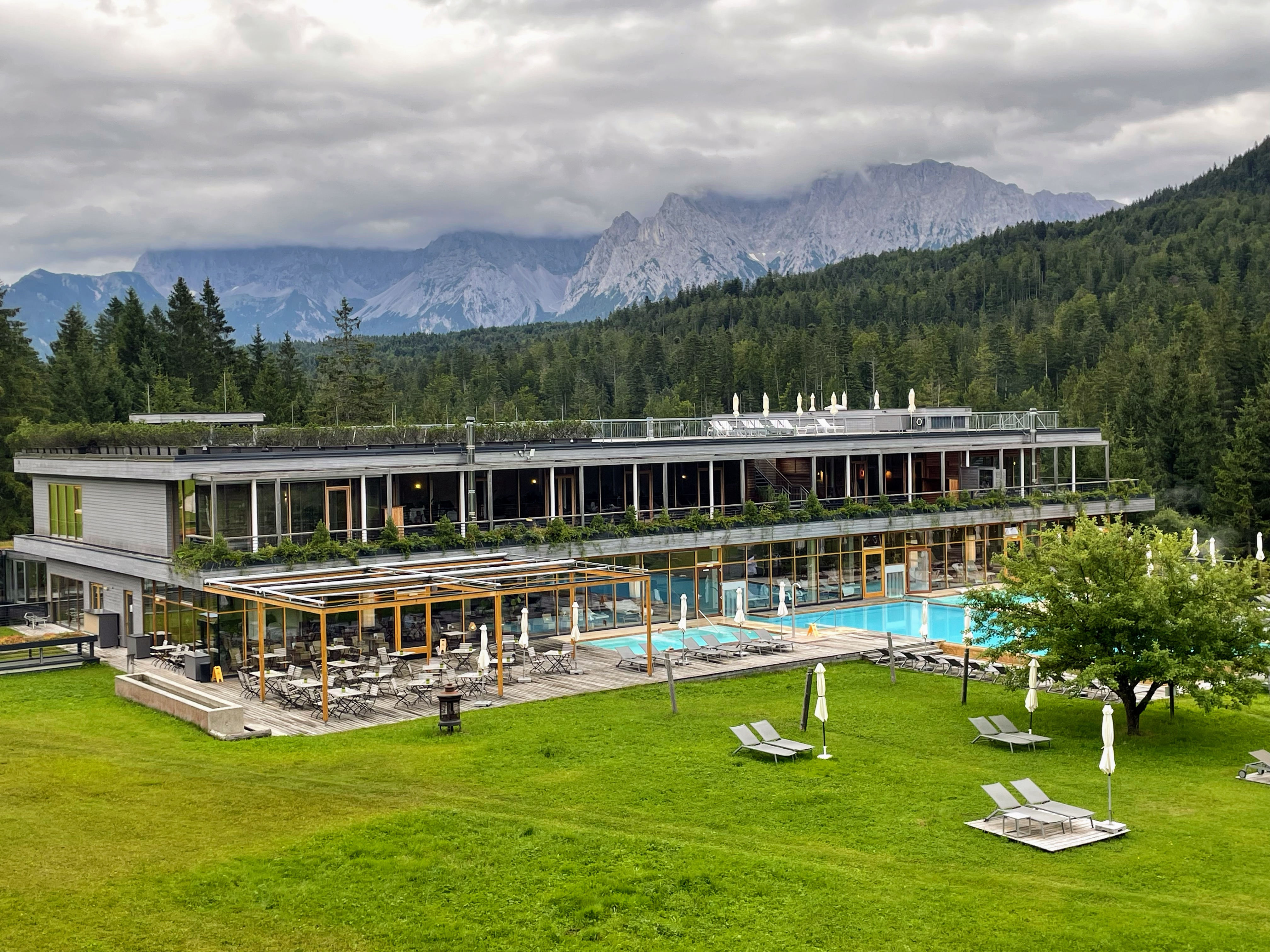
Il Resort dello Schloss Elmau di Krün immerso nelle alpi bavaresi